# 卡彭特鎮區 (印地安納州傑斯帕縣)
卡彭特鎮區（英語：Carpenter Township）是位於美國印地安納州傑斯帕縣的一個行政鎮區。

## 地方資料
根據2010年美國人口普查的數據，卡彭特鎮區的面積為135.70平方千米，當中陸地面積為135.40平方千米，而水域面積為0.30平方千米。當地共有人口1953人，而人口密度為每平方千米14.39人。